# Обергаузен-ан-дер-Аппель
Обергаузен-ан-дер-Аппель (нім. Oberhausen an der Appel) — громада в Німеччині, розташована в землі Рейнланд-Пфальц. Входить до складу району Доннерсберг. Складова частина об'єднання громад Альзенц-Обермошель.
Площа — 3,33 км2. Населення становить 160 ос. (станом на 31 грудня 2020).